# Superar
Superar (von lateinisch superare „hinauswachsen“, „überwinden“) ist ein gemeinnütziger und unabhängiger Verein, der durch intensive, qualitativ hochwertige, kostenfreie und langfristige Musik- und Tanzausbildung Kinder und Jugendliche in ihrer persönlichen Entwicklung unterstützt und ihr Leben durch Kultur bereichern will, um das Zusammenleben der Menschen in Wien und Europa über alle sozialen, kulturellen, religiösen und sprachlichen Schranken hinweg zu verbessern. Die Vision der Initiative ist die Stärkung der Menschen und der Gesellschaft über musikalische Bildung.

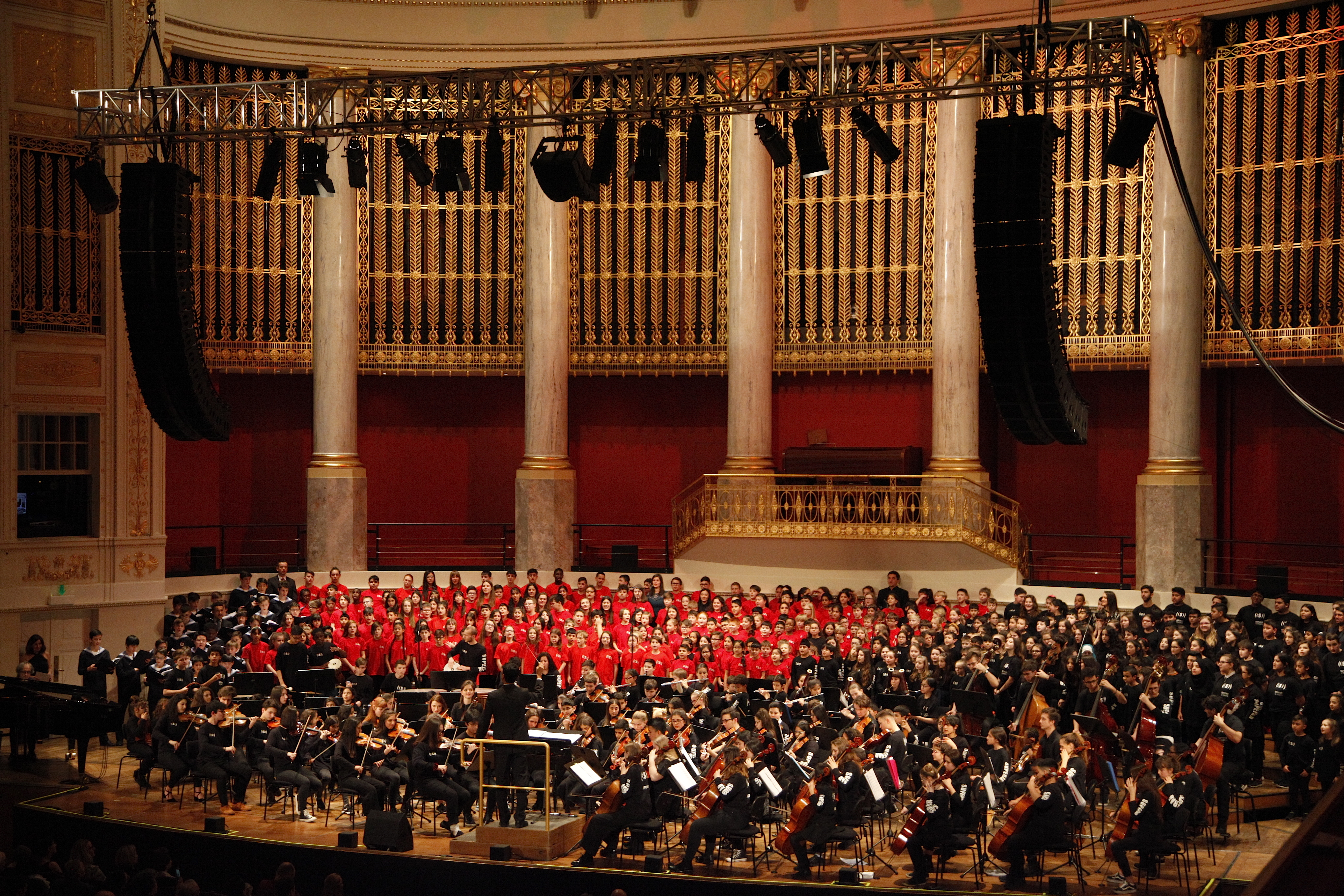
Jahreskonzert Wien 2019

## Geschichte
Gegründet wurde Superar 2009 von dem Wiener Konzerthaus, den Wiener Sängerknaben und der Caritas der Erzdiözese Wien mit dem Ziel, Kindern und Jugendlichen, die keinen oder geringen Zugang zu kultureller Förderung haben, musikalisch zu unterstützen. Die gemeinnützige Organisation wurde zu Beginn auf den Namen „Vorlaut“ getauft und 2011 in Superar umbenannt, um den ersten Schritt hin zu einer internationalen Organisation machen zu können.
Derzeit werden rund 3.200 Kinder und Jugendliche in sieben verschiedenen Ländern (Österreich, Bosnien und Herzegowina, Slowakei, Rumänien, Schweiz, Liechtenstein, Ungarn) in unterschiedlichen Musikprogrammen unterrichtet.
Superar ist von Venezuelas El Sistema inspiriert, das im Jahr 1975 von José Antonio Abreu gegründet wurde, und ist Teil des Sistema Europe Networks.